# Segunda Batalla de Masaya
La Segunda Batalla de Masaya fue una batalla ocurrida del 15 al 17 de noviembre de 1856 en Masaya, Nicaragua, entre el Ejército Aliado Centroamericano y los filibusteros del aventurero estadounidense William Walker, al noroeste de la capital filibustera, Granada. Después de haber librado una batalla indecisa allí el mes anterior, Walker volvió a atacar la valiosa ciudad fortificada. El asalto y posterior asedio de la ciudad no fue concluyente, ya que las fuertes pérdidas sufridas en ambos bandos aún no produjeron un resultado definitivo, con los hombres de Walker retirándose a Granada después de tres días y tres noches de combates. Esta derrota llevó a Walker no solo a abandonar su vulnerable posición en Granada, sino también a quemarla hasta los cimientos.

## Contexto

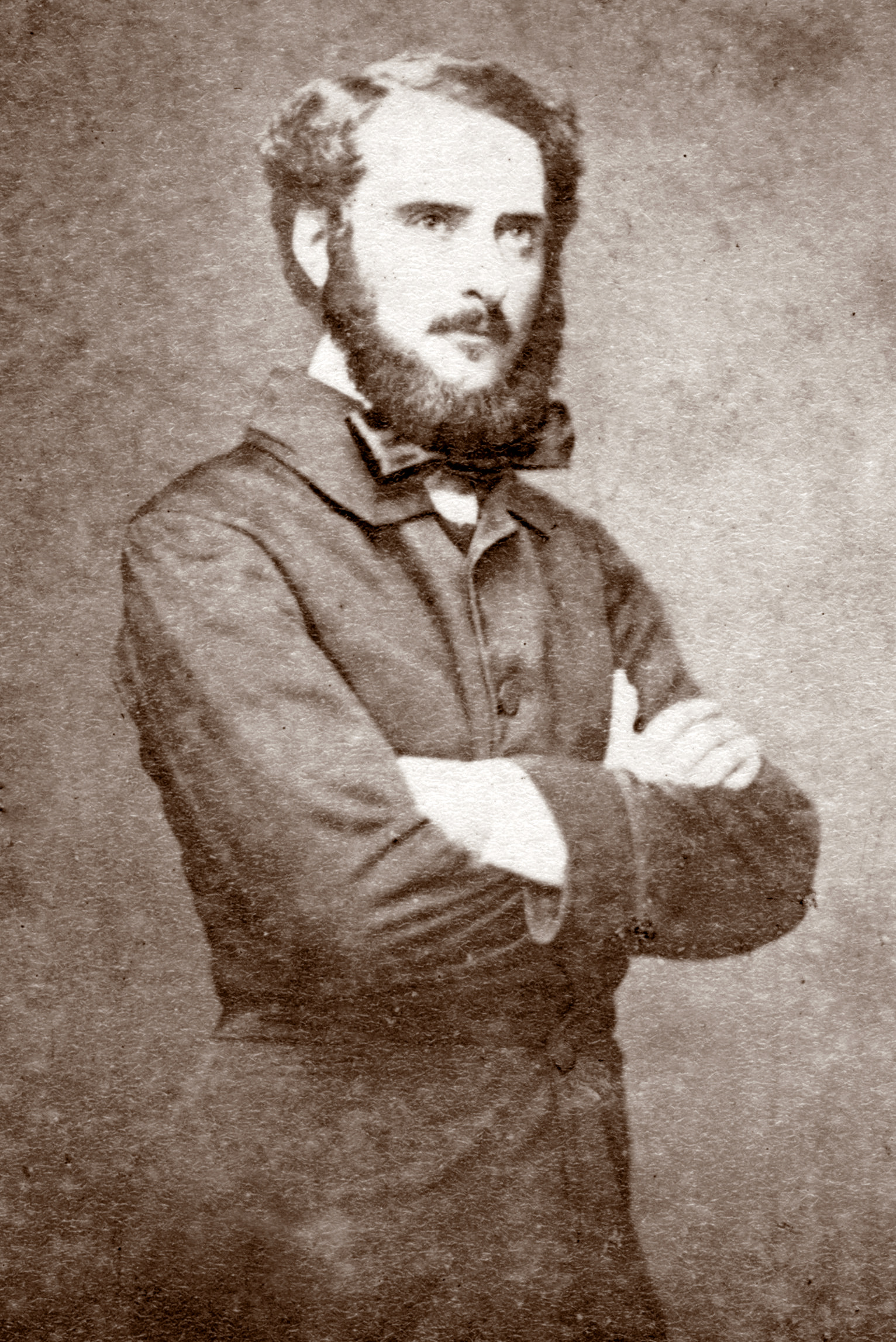
General filibustero, Charles Frederick Henningsen.

Después de la fallida Primera Batalla de Masaya en octubre, Walker supo que una fuerza enemiga acampada tan cerca hacía insostenible su posición en Granada. Después de expulsar a José María Cañas de La Virgen en la Batalla del Tránsito el 11 de noviembre, y con el regreso del experimentado general Charles Frederick Henningsen a su fuerza, Walker se sintió confiado en la capacidad de su ejército victorioso para retomar Masaya. Walker y sus hombres se embarcaron de La Virgen a Granada, reuniendo allí a 550 hombres. En la mañana del día 15, Walker y esta fuerza partieron en dirección a Masaya. Sin embargo, a medio camino de su destino, Walker recibió la noticia de que 800 hombres al mando del general Máximo Jerez Tellería habían partido de Masaya para reforzar el ejército derrotado de Cañas en Rivas. Esta nueva fuerza móvil amenazó la Ruta del Tránsito bajo el control de Walker, por lo que Walker envió a 200 hombres con órdenes de reforzar la guarnición del puerto recientemente tomado de La Virgen. A estas alturas, con sólo 350 hombres, Walker decidió inexplicablemente continuar con el asalto a Masaya. Como explica Daniel Bedinger Lucas, la "manía de Walker por asaltar ciudades fortificadas con una fuerza inferior" es lo que motivó la decisión de atacar. Cualquiera que sea la razón, el 15 de noviembre, la fuerza de Walker llegó a Masaya.

## La batalla
Los hombres de Walker asaltaron la ciudad, esta vez apoyados por el fuego constante de la artillería comandada por el general Henningsen. Tal como había sucedido durante la batalla de Masaya en octubre, los hombres de Walker rápidamente capturaron la pequeña plaza de San Sebastián, pero después de feroces combates, se detuvieron a escasos metros de la plaza central de la ciudad. En este punto, un tercio del mando de Walker había muerto o herido, y los combates inconclusos se prolongaron durante los dos días siguientes. A la medianoche del 17, Walker había llegado a la conclusión de que no solo las pérdidas habían sido demasiado costosas en el asalto, sino que se había perdido demasiado tiempo valioso. Walker y sus hombres levantaron así el sitio y se retiraron silenciosamente a Granada.

## Consecuencias
Walker y los 200 hombres que le quedaban pudieron regresar a Granada sin ser perseguidos, presumiblemente porque las fuerzas centroamericanas también habían sufrido graves pérdidas y no estaban en condiciones de perseguir al ejército de Walker. Fue después de esta costosa batalla que Walker tomó la decisión de abandonar y destruir Granada, ordenandole a Henningsen sus intenciones después de volver a entrar en la ciudad el 18.